# Дмитровське (Пироговське сільське поселення)
Дмитровське (рос. Дмитровское) — село в Торжоцькому районі Тверської області Російської Федерації.
Населення становить 25 осіб. Входить до складу муніципального утворення Грузинське сільське поселення.

## Історія
Від 2005 року входить до складу муніципального утворення Грузинське сільське поселення.

## Населення
| 1859 | 1884 | 2002 | 2010 |
| ---- | ---- | ---- | ---- |
| 614  | ↘504 | ↘56  | ↘25  |